# Poškus
Poškus ist ein litauischer männlicher Familienname.

## Weibliche Formen
- Poškė (neutral)
- Poškutė (ledig)
- Poškuvienė (verheiratet)

## Namensträger
- Mantas Poškus (* 1980), Politiker,  Mitglied des Seimas
- Petras Poškus (1935–2004), Politiker, Mitglied des Seimas
- Robertas Poškus (* 1979), litauischer Fußballspieler